# Санкт-Петербургский гей-прайд

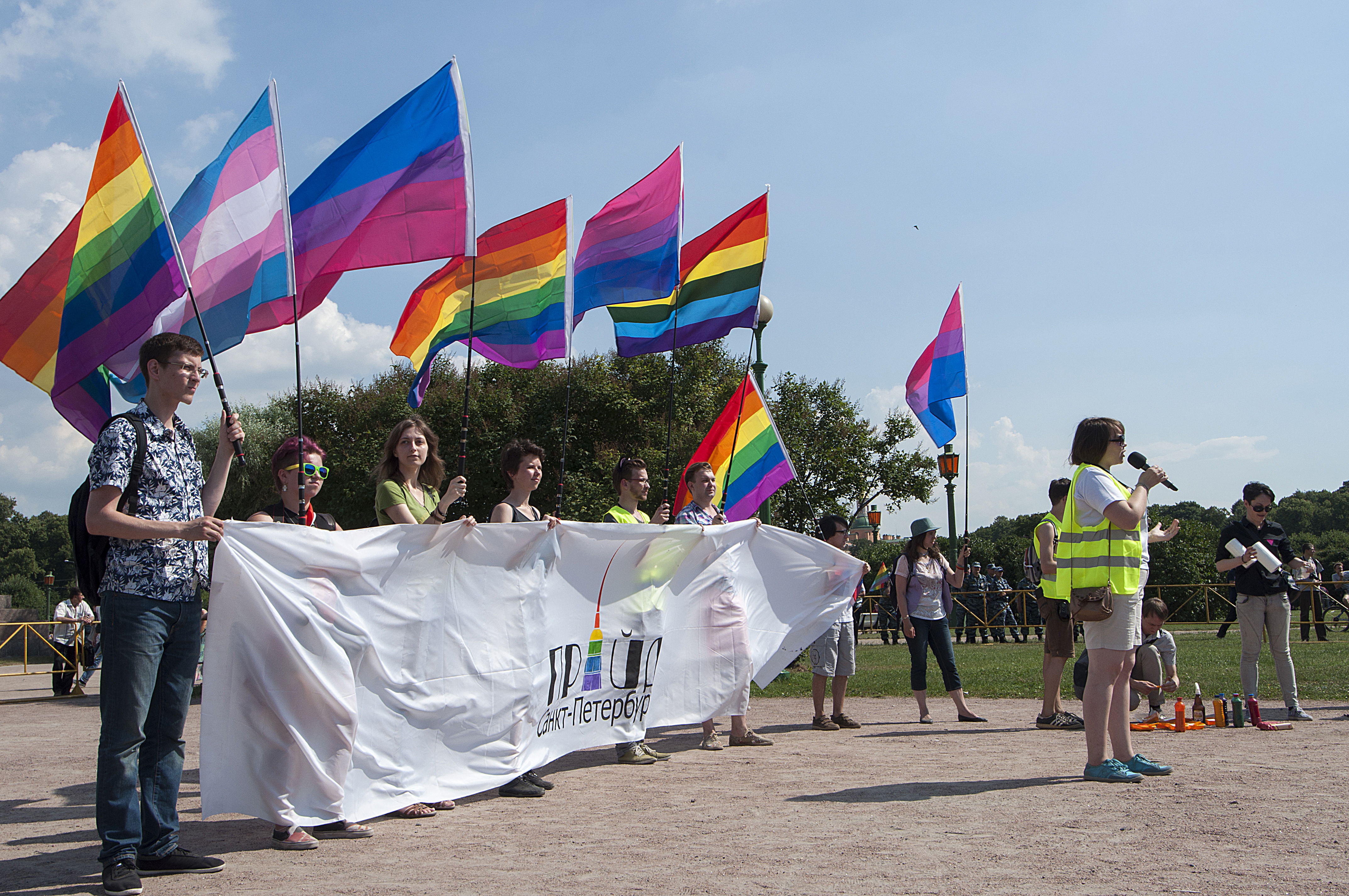
Сцена V Санкт-Петербургского гей-прайда.

Санкт-Петербургский гей-прайд (ЛГБТ-прайд, гей-парад) — гей-прайд в Санкт-Петербурге, проходивший в 2010—2014 годах в июне-июле, и приуроченный к дате Стоунволлских бунтов. Он стал первым в России гей-прайдом, который прошёл будучи согласованным с властями.

## I Санкт-Петербургский гей-прайд

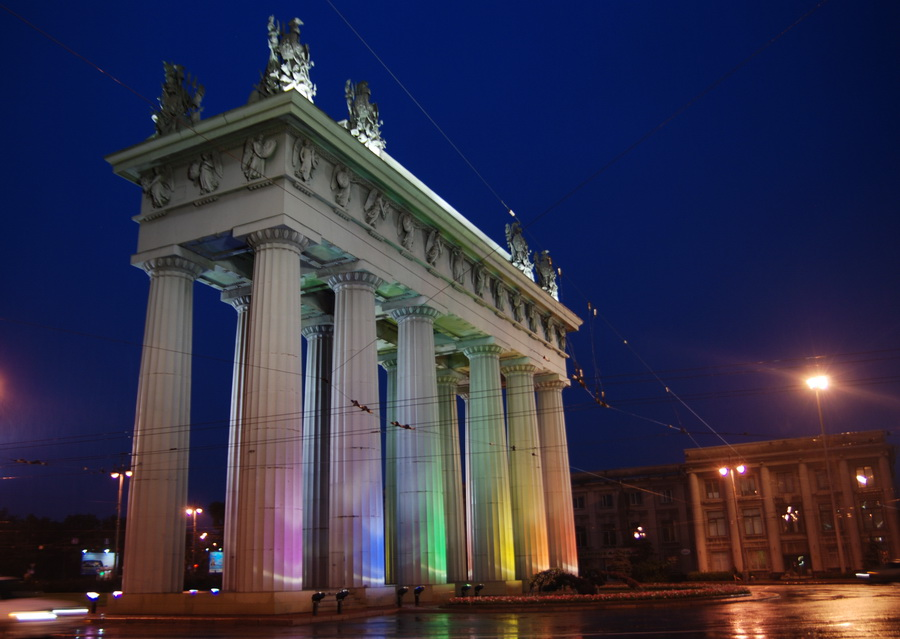
Московские Триумфальные ворота в дни I Санкт-Петербургского гей-прайда.

В 2010 году власти Петербурга не согласовали гей-прайд. В итоге около 30 участников 26 июня устроили шествие во внутреннем дворе Зимнего дворца и на Дворцовой площади. Пятеро активистов были задержаны милицией. Суд признал их виновными, однако дела были направлены в Европейский суд по правам человека.
Также в эти дни в рамках гей-прайда гей-активисты подсветили Московские Триумфальные ворота цветами радуги.

## II Санкт-Петербургский гей-прайд
В 2011 году власти также не согласовали гей-прайд. Однако активисты все равно вышли к Медному всаднику. В итоге полиция распустила собрание, а 14 человек задержала. Позднее суд признал запрет гей-прайда незаконным.

## III Санкт-Петербургский гей-прайд
В 2012 году гей-прайд был впервые в истории Петербурга согласован городскими властями. Однако за два дня до мероприятия разрешение было «отозвано». Участники все равно вышли 7 июля в месте согласования в Полюстровском парке и были задержаны полицией. В ходе последовавших судебных разбирательств они были признаны судом невиновными.

## IV Санкт-Петербургский гей-прайд
В 2013 году администрация Петербурга согласовала проведение гей-прайда 29 июня на территории впервые созданного «гайд-парка» на Марсовом поле. В акции приняло участие около 60-70 человек. Однако вскоре после начала мероприятия полиция потребовала прекратить его. Участники отказались расходиться и были задержаны, однако впоследствии суд оправдал задержанных.

## V Санкт-Петербургский гей-прайд

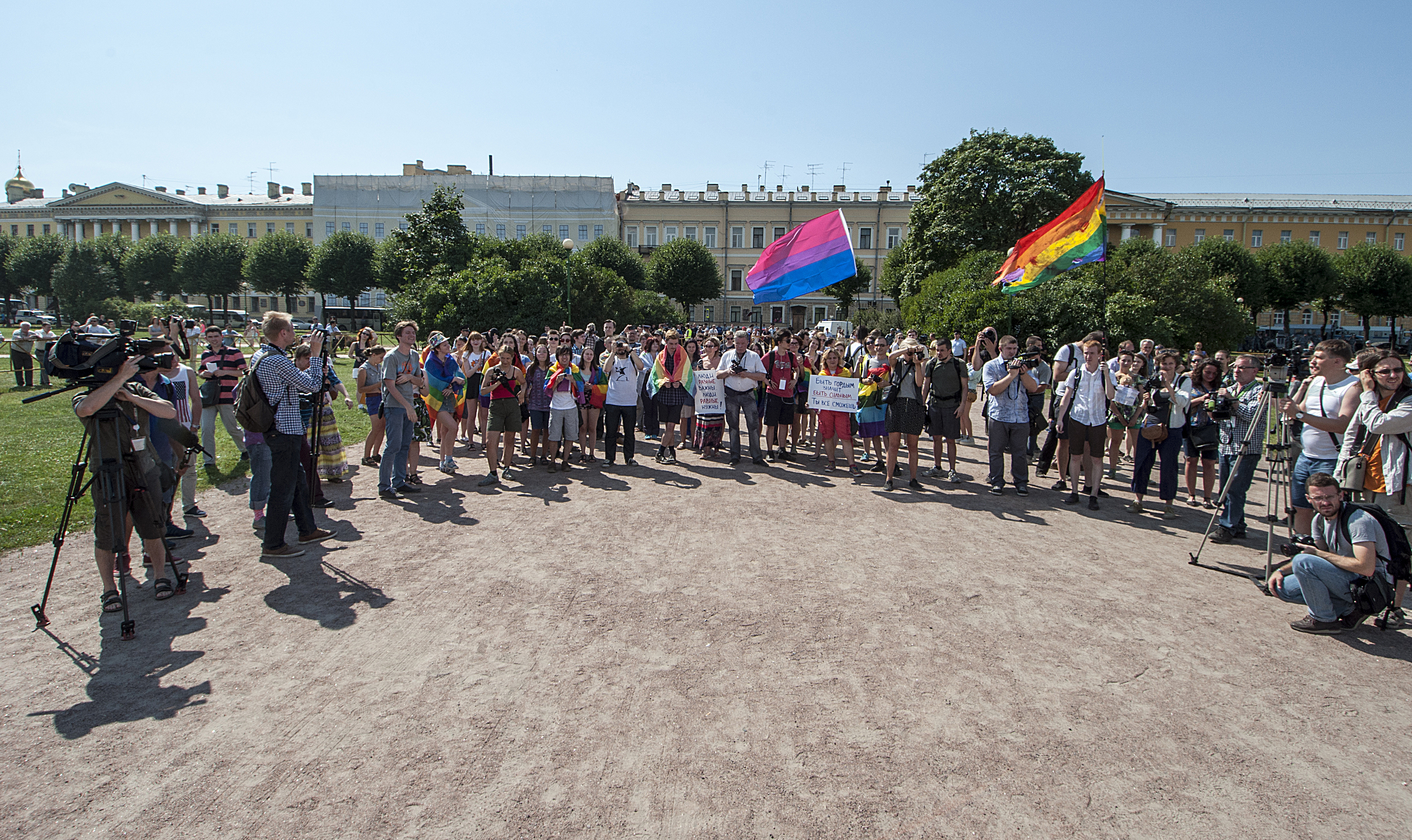
V Санкт-Петербургский гей-прайд.

Пятый гей-прайд состоялся в Санкт-Петербурге 26 июля 2014 года. Перед этим власти по разным причинам отклонили все заявленные маршруты шествия, в результате мероприятие второй раз прошло в виде митинга на территории «гайд-парка» на Марсовом поле. На акцию собралось по разным оценкам от 50 до 150 участников. В отличие от предыдущих годов, мероприятие прошло практически без происшествий. В акции приняли участие организации «Равноправие» и «Альянс гетеросексуалов за равноправие ЛГБТ». Оппонентов ЛГБТ-движения собралось незначительное количество, о своем игнорировании заявили накануне казаки. В результате полицией был задержан один участник гей-прайда за пропаганду гомосексуализма.